# 孟道
孟道（?—?），五代十国邢州龙冈人，为邢州郡校。他的哥哥孟方立，为邢洺节度使。弟弟孟迁，位至泽潞节度使。孟道是孟知祥的父親，孟知祥娶了晋王李克用的女儿后来的后唐福庆长公主为妻。
934年，孟知祥在成都建立后蜀，他被尊為皇帝，廟號显宗，諡號孝武皇帝。